# 仲倉重郎
仲倉 重郎（なかくら しげお、1941年8月21日 - 2023年6月29日）は、日本の映画監督、脚本家、作詞家。

## 略歴
旧朝鮮黄海道生まれ。東京都立新宿高等学校卒。東京大学文学部を卒業した1965年、松竹大船撮影所に助監督として入社。野村芳太郎、加藤泰監督等の薫陶をうける。
1983年に『きつね』で映画監督デビューし、1987年にフリーとなる。
脚本家（南部英夫と共に私塾「アシモフ・シナリオゼミ」も開設）や、作詞家（主に子供向け番組で発表）としての活動も多い。

## 生い立ち
1945年11月に引き揚げて、三重県津市の親戚の家に身を寄せる。その後も、鉱山技師の父の関係で、富山県黒部市、神奈川県藤沢市、東京都武蔵野市と住居を変える。本籍地の東京都千代田区内神田は、父の生まれ育った地である。松竹入社後の1966年5月、絵本作家の河野眉子と結婚。一男一女あり。
1999年頃より、病気による脊髄損傷で車椅子生活を送っている。この経験は車椅子の女性を主人公とした2015年公開の映画『マンゴーと赤い車椅子』に生かされた。

## 監督

### 映画
- きつね（1983年、松竹） ※映画デビュー作
- マンゴーと赤い車椅子（2015年）

### テレビドラマ
- 刑事の愛した女（1984年、日本テレビ 火曜サスペンス劇場）
- 天平の王道〜真備と清麻呂（1986年、岡山放送） ※第24回ギャラクシー奨励賞受賞
- 別れの予感（1987年、フジテレビ）
- 沖縄恋唄 マングローブの島の女（1992年、フジテレビ）
- 情事の背景（1993、日本テレビ)
- 鬼ユリ校長、走る!（1994年、フジテレビ 花王ゴールデン劇場）※一話完結の連続ドラマ

### ドキュメンタリー
- 古都に挑むアメリカ人〜青い眼の蝋型鋳物師30代目〜（1992年、テレビ東京 ドキュメンタリー人間劇場）
- 江戸湾戦争〜黒船は奪われていた!（1993年、岡山放送）
- クエンカの風〜岡野耕三・白の世界（1994年、岡山放送）
- 私の好きな東京・四方義朗篇（1994年、パーフェクトTV）
- 私の好きな東京・山形由美篇（1995年、パーフェクトTV）
- 維新を予告した一枚の写真（1998年、岡山放送）

### 助監督
映画
- 喜劇・ここから始まる物語（1973年、松竹、監督：斎藤耕一）
- 花心中（1973年、松竹、監督：斎藤耕一）
- 再会（1975年、松竹、監督：斎藤耕一）
- 竹久夢二物語・恋する（1975年、松竹、監督：斎藤耕一）
- 凍河（1976年、松竹、監督：斎藤耕一）
- 憧憬（1976年、松竹、監督：斎藤耕一）
- 季節風（1977年、松竹、監督：斎藤耕一）
- ザ・鬼太鼓座（1981年、松竹=田事務所、監督：加藤泰）

テレビ
- 家なき子（1974年、TBS、監督：湯浅憲二）

### 監督補
- 魔性の夏（1981年、松竹、監督：蜷川幸雄）

## 脚本

### 映画
- 再会（1975年、松竹、監督：斎藤耕一）
- 憧憬（1976年、松竹、監督：斎藤耕一）
- 江戸川乱歩の陰獣（1977年、松竹、監督：加藤泰）
- ざ・鬼太鼓座（1981年、松竹=田事務所、監督：加藤泰）
- 彩り河（1984年、松竹、監督：三村晴彦）
- 幕末のスパシーボ（1997年、東和ビデオ） ※アニメ作品

### テレビドラマ
- 鳥獣の寺（1978年、NHK 銀河テレビ小説） 原作：山村美紗
- 天平の王道〜真備と清麻呂（1986年、岡山放送）
- ばら色の人生（1987年、NHK） 原案：筒井ともみ
- 総務部総務課山口六平太（1988年、NHK 銀河テレビ小説） 原作：林律雄、高井研一郎
- 五島福江行（1990年、TBS） 原作：石沢英太郎
- 月影兵庫あばれ旅第10話「女講釈師みてきたような大捕物」（1990年、テレビ東京） 原作：南條範夫
- 太平記 （1991年、 NHK大河ドラマ） 原作：吉川英治　　※第46回日本放送映画芸術大賞
- 銀行 男たちのサバイバル（1994年、NHK 土曜ドラマ） 原作：山田智彦 　※第31回ギャラクシー賞奨励賞
- 官僚たちの夏（1996年、NHK 土曜ドラマ） 原作：城山三郎
- 山口線貴婦人号（1996年、テレビ朝日 土曜ワイド劇場） 原作：草野唯雄
- レガッタ・国際金融戦争 （1999年、NHK 土曜ドラマ） 原作：幸田真音
- 大和路殺人事件（2001年、テレビ東京 男と女のミステリー） 原作：斎藤栄
- ふるさとは温かだった! （2010年、oniビジョン みんなでつくるふるさとのドラマ）※第31回日本ケーブルテレビ大賞審査員特別賞
- 渡り拍子の鉦が聞こえる （2010年、oniビジョン みんなでつくるふるさとのドラマ）
- 風の道伝説・おじいちゃんの初恋物語（2011年、oniビジョン みんなでつくるふるさとのドラマ）

### ドキュメンタリー
- 朝陽の海〜写真家緑川洋一・85歳の再挑戦（2000年、岡山放送）

### オーディオ・ドラマ
- サバイバル（1980年、NHKFM サマーワイド・スペシャル） 原作：さいとう・たかを
- 炎のように火のように（1981年、NHKFM 二人の部屋） 原作：長嶺ヤス子
- 身代わり山羊の反撃（1981年、NHK FMシアター） 原作：大江健三郎
- 地球へ…（1982年、NHKFM サマーワイド・スペシャル） 原作：竹宮恵子
- なんて素敵にジャパネスク（1984年、NHKFM 二人の部屋） 原作：氷室冴子
- フンボルト海流（1984年、NHKFM アドベンチャーロード） 原作：谷恒生
- 青春の神話（1985年、NHKFM アドベンチャーロード） 原作：森村誠一
- 夜のオデッセイア（1986年、NHKFM アドベンチャーロード） 原作：船戸与一
- ビバ!スペース・カレッジ（1987年、NHKFM PCMスペシャル）
- サテンのマーメイド（1988年、NHKFM アドベンチャーロード） 原作：島田荘司
- 芭蕉（1994年、ニッポン放送） 原作：石ノ森章太郎
- サラエボの女（2000年、NHKFM FMシアター） 原作：イヴォ・アンドリッチ
- 幽界彷徨・桂木孝介の冒険（2000年、NHKFM FMシアター）
- ラブストーリーを読む老人（2001年、NHKFM FMシアター） 原作：ルイス・セプルベダ
- 首飾りと腕輪 （2002年、NHKFM FMシアター） 原作：ヤハヤー・ターヒル・アブドッラー
- なぞタクシーに乗って…（2010年、NHKFM 青春アドベンチャー） 原作：いしいしんじ

### レコード・アニメ
- いつもポケットにショパン（1980年、フォノグラム） 原作：くらもちふさこ
- いろはにこんぺいと（1981年、フォノグラム） 原作：くらもちふさこ
- 冬・春・あなた（1982年、フォノグラム） 原作：くらもちふさこ
- わずか1小節のラララ（1984年、フォノグラム） 原作：くらもちふさこ
- 東京のカサノバ（1985年、フォノグラム） 原作：くらもちふさこ

## 作詞
みんなのうた（NHK）
- くいしんぼうのカレンダー（1975年）作曲：中田喜直、歌：やまがたすみこ
- 少年海賊団の唄（1976年）作曲・歌：クニ河内
- 冬の日の子守唄（1976年）作曲：G・マルゴーニ、歌・堀江美都子
- 気球にのって（1977年）作曲：大山高輝
- ドン・キホーテ（1981年）作曲：吉岡しげ美、歌：佐々木功
- 白い少女（1983年）作曲：松元勝兵、歌：町田義人

おかあさんといっしょ（NHK）
- ママがでんわをかけてます（1976年）作曲：宇野誠一郎、歌：松熊由紀
- きょうから5さい（1977年）作曲：越部信義
- あるいていたら（1982年）作曲：吉岡しげ美
- あ、あのこ（1982年）作曲：渋谷毅、歌：奈々瀬ひとみ
- ありさん、あがつく（1983年）作曲：渋谷毅、歌：宮内良

ひらけ!ポンキッキ（フジテレビ）
- 恐竜が街にやってきた（1977年）作曲：藤家虹二、歌：上條恒彦、子門真人
- いもうと（1977年）作曲：藤家虹二

その他
- ひだまり（1981年、フォノグラム）作曲：羽田健太郎、歌：柏原芳恵
- 銀色のクレッセント（1981年、フォノグラム）作曲：西木栄二、歌：大橋美加
- ぼくの生まれた日（1990年、NHK 楽しい教室）作曲：上芝はじめ

### 著書
- 風の中、心はいつもアウトバーン〜20年遅れのライダー修業（1982年、ブックマン社）
- ビバ!スペースカレッジ（1988年、偕成社）
- 銀行（脚本集）（2000年、演劇ぶっく社）
- 官僚たちの夏（脚本集）（2000年、演劇ぶっく社）